# Budenec
Budenec település Horvátországban, Zágráb főváros Szeszvete városnegyedében. Közigazgatásilag a fővároshoz tartozik.

## Fekvése
Zágráb városközpontjától 17 km-re keletre, Šašinovec és Cerje között fekszik.

## Története
Az első katonai felmérés térképén „Budenecz” néven található. Lipszky János 1808-ban Budán kiadott repertóriumában „Budenecz” néven szerepel. Nagy Lajos 1829-ben kiadott művében „Budenecz” néven 22 házzal, 212 katolikus vallású lakossal találjuk.
1857-ben 128, 1910-ben 171 lakosa volt. Zágráb vármegye Zágrábi járásához tartozott. 
1941 és 1945 között a Független Horvát Állam része volt, majd a szocialista Jugoszlávia fennhatósága alá került. 1991-től a független Horvátország része. 1991-ben lakosságának 96%-a horvát nemzetiségű volt. A településnek 2011-ben 323 lakosa volt, akik a cerjei plébániához tartoztak.

## Népessége
| Lakosság változása | Lakosság változása | Lakosság változása | Lakosság változása | Lakosság változása | Lakosság változása | Lakosság változása | Lakosság változása | Lakosság változása | Lakosság változása | Lakosság változása | Lakosság változása | Lakosság változása | Lakosság változása | Lakosság változása | Lakosság változása |
| ------------------ | ------------------ | ------------------ | ------------------ | ------------------ | ------------------ | ------------------ | ------------------ | ------------------ | ------------------ | ------------------ | ------------------ | ------------------ | ------------------ | ------------------ | ------------------ |
| 1857               | 1869               | 1880               | 1890               | 1900               | 1910               | 1921               | 1931               | 1948               | 1953               | 1961               | 1971               | 1981               | 1991               | 2001               | 2011               |
| 128                | 125                | 119                | 144                | 159                | 171                | 172                | 197                | 210                | 209                | 184                | 173                | 200                | 195                | 256                | 323                |

## Nevezetességei
Védett kulturális emlék az Isomcova utca 3. szám alatti 1929-ben épített fa lakóház.

## Oktatás
A budeneci tanulók a sesvetski kraljeveci általános iskolába járnak.